# Kacapy
Kacapy – nieoficjalna część wsi Murowanka w Polsce położony w województwie mazowieckim, w powiecie pułtuskim, w gminie Pokrzywnica.
Kacapy znajdują się w granicach sołectwa Murowanka.